# Зигфрід Зелінські
Зи́гфрід Зелі́нські (нім. Siegfried Zielinski; нар. 1951) — німецький медіа теоретик, один із засновників медіа археології. Викладає в Європейській вищої школі (EGS), у якій є професором медіології та технокультури. Він також є головою теорії засобів масової інформації, орієнтованої на археологію та варіалогію засобів масової інформації в Інституті тимчасових медіа в Берлінському університеті мистецтв.

## Біографія

### Молоді роки
Зигфрід Зелінські вивчав театральне мистецтво, сучасну німецьку літературу, лінгвістику, семіотику, соціологію, філософію та політологію в Марбурзі та Берліні як у Вільному університеті, так і в Технічному університеті. Головний фокус його досліджень полягав у галузі передових технічних засобів масової інформації (радіо, кіно, відео, комп'ютерів) під керівництвом Фрідріха Кніллі. На початку 70-х років Зигфрід Зелінські опублікував свої перші нариси про медіа-дослідження та медіа-критику в журналі Marburger Blätter, а також в інших періодичних виданнях. Будучи студентом, Зигфрід Зелінські створив і керував експериментальною відео студією у Берліні

### Наукова діяльність
У 1979 році Зигфрід Зелінські був автором і директором 16-хвилинного документального фільму «Відповіді на Голокост у Західній Німеччині», який був показаний у 1979 році по всій Америці в університетах та єврейських громадах. Після цього він працював вільним письменником, перш ніж він розробив та заснував, разом з Фрідріхом Кніллі, перший проектно-орієнтований навчальний курс в галузі медіа консалтингу в Технічному університеті, Берлін, на початку 1980-х років. За цей період Зігфрид Зелінські випустив разом з учнями численні відеофільми, публікації та технічні [[документальний фільм|документальні фільми], в тому числі на офісне програмне забезпечення для перших машин UNIX для масового ринку. Докторська дисертація Зигфріда Зелінського в 1985 році була присвячена історії відеомагнітофона; його габілітація в 1989 році дозволила йому викладати засоби масової інформації на рівні університету.
У тому ж році Зигфрід Зелінські отримав своє перше призначення на посаду повного професора у галузі аудіовізуальних досліджень у Зальцбурзькому університеті в Австрії, де він створив кафедру викладання. Протягом цього періоду він розробив програму Європейської літньої академії мистецтва, кіно та медіа, у тісній співпраці з кінорежисером Петером Лілієнталем, філософом Дітмар Кампером та Екхардом Штаєном в Академії мистецтв у Берліні.
У 1993 році Зигфрід Зелінські був призначений професором комунікацій та аудіовізуальних досліджень в Академії медіа-мистецтв, Кельн; у 1994 році він став її засновником, а пізніше був обраний першим ректором. У середині 2001 року Зелінські повернувся до викладання та досліджень, зосереджуючи увагу на історії та теорії, зокрема археології засобів масової інформації.
З січня 2007 року Зигфрід Зелінські викладає та досліджує в Берлінському університеті мистецтв. Він регулярно проводить майстер-класи у Барселоні, особливо для студентів з Латинської Америки.
Зигфрід Зелінські опублікував більше десятка книг та понад 150 нарисів, в першу чергу в галузі історії та теорії ЗМІ. В даний час він працює над п'ятитомними книжковими серіями «Варіантологія».
Зигфрід Зелінські є членом Європейської кіноакадемії (EFA), Берлінсько-Бранденбурзької академії мистецтв (Akademie der Künste) та Товариства чарівного ліхтаря Великої Британії.

## Ключові ідеї

### Медіа археологія
Медіа археологія — наука, що займається вивченням давно зниклих медійних культурних об'єктів, процесів та явищ, і намагається зрозуміти появу нових завдяки аналізу наративів та архівних даних. Ця наукова дисципліна має за мету налагодити місток між минулим та теперішнім, знайти взаємозв'язок між «старими» та «новими» медіа. Найвідомішими представниками даної течіє є: Еркі Хухтамо, Ерік Кляйненберг, Юссі Парікка та Зигфрід Зелінські.
У роботі «Глибокий час ЗМІ» Зигфрід Зелінські розповідає про розвиток засобів масової комунікації від давньогрецьких часів до цифрової ери (до початку випуску телевізорів та інших електронних засобів комунікації). Зелінські заперечує думку істориків, які визначають, що примітивні технології вдосконалюються до більш складних. У книзі він демонструє як «старі» засоби масової комунікації впливали на певний часовий проміжок. Він ставить під сумнів принцип тимчасовості ЗМІ, який стверджує, що «нові» медіа витісняють своїм функціоналом «старі» й останні просто зникають (як наприклад телефон витіснив телеграф).
Наприкінці своєї книги Зелінські створив картограму, яка включає у себе певні країни світу, що зв'язані між собою певним об'єктом ЗМК. Він розташував в хронологічному порядку, які винаходи, що стосувалися засобів масової комунікації, утворювалися у певній країні, а потім завдяки певним історичним подіям — утворювалися і в інших країнах. Недоліком цієї картограми є відсутність числових дат та підписів, як пов'язані певні місця між собою.
Зигфрід Зелінські та інші дослідники медіа археології вважають, що з розвитком засобів масової комунікації люди все глибше занурюються в медіа. Негативними наслідками цього явища є неможливість відрізнити реальність від картинки, яку демонструють реципієнту, медійні засоби. Вчені наводили приклад зміни рівня залученості людини в медійну культуру із появою смартфонів. Декілька десятиліть тому, коли індивіди занурювалися у віртуальний світ у залах кінотеатрів (коли смартфонів, розвинених комп'ютерів та Інтернету не було), вони були під впливом медіа лише період, коли тривав сеанс. Після винайдення та поширення смартфонів та Інтернету, люди отримали змогу залучатися у процес масової комунікації в будь-яку період часу.
Медіа археологи у своїх роботах зазначають, що зміст певної технології є важливішим за неї саму. Технології не можуть існувати поза людською діяльністю, вони створюються аби змінити певну частину їхнього життя.
Кібер-песимісти, зокрема до цієї категорії доречно віднести Зелінського та його однодумців, адже вони схильні вважати, що нові медіа нестимуть лише негативні наслідки: тотальне занурення у віртуальне життя й відключення індивіда від реальної взаємодії, деградація суспільства, можливість стеження та контролювання дій індивіда тощо. Однак, у науковому дискурсі присутня й інша точка зору — кібер-оптимістична, прихильники якої вважають, що нові медіа сприятимуть створенню масової освіти, розвитку демократії, прав і свобод, залучатимуть індивідів до громадської активності та підтримуватимуть соціальні зв'язки індивідів.

### Мас-медіа в ХХІ столітті
У праці «[…Після ЗМІ]: новини з повільного затухання ХХ століття» Зигфрід Зелінські аналізує технології засобів масової інформації протягом останніх століть. Частина роботи присвячена аналізу пропаганди Третього Рейху. Його як і більшості дослідників пропаганди цікавило, як значна кількість жителів Німеччини змогла підкоритися інформаційному впливу нацистського режиму. Автор виокремлює такі зображувані елементи пропаганди (в основному, це стосується відеозаписів), як: чітка драматургія, побудова діалогів, робота з камерою, використання костюмів, музики та макіяжу. Ці технології також використовувалися пізніше, зокрема у пропаганді «холодної війни». Але Зигфрід Зелінські зазначає, що в минулому технології засобів масової інформації були більш відчутні раніше, аніж на сучасному етапі розвитку.
Також Зигфрід Зелінські висловлює свої думки щодо майбутнього ЗМІ. Він вважає, що зараз, у технологічно розвиненому і глобалізованому світі, засоби масової інформації стали зайвими та непотрібними. Явище «медіа» зникло, адже воно існує всюди. Людина із реципієнта масової комунікації стала її комунікатором. Кожен тепер може обмінюватися текстами, зображеннями, звуками, відео з різних куточків світу. Для цього потрібно зайти лише в мережу Інтернет і залишити свій запис у соціальній мережі чи блозі (Зелінські виокремлював Facebook та Twitter як канали масової комунікації).
Зигфрід Зелінські стверджував, що глобалізація для комунікативної складової є досить хорошим кроком, адже люди, які хочуть бути включеними у процес масової комунікації, отримали до неї доступ. Однак це твердження є амбівалентним, тому що процес цієї комунікації складно контролювати, і реципієнтами можна маніпулювати. Також Зигфрід Зелінські наголошує, що засоби масової інформації зараз знаходяться у руках брехунів та «медійних магнатів», які використовують їх заради досягнення власних цілей. Тобто, Інтернет та ЗМІ стають частиною влади, оскільки вони є революційними інструментами в руках тих, хто кидає виклик сучасному порядку.
Теорія культивації Джорджа Гербнера доповнює думку Зелінського, що мас-медіа формують іншу картинку світобачення у реципієнтів масової комунікації. На його думку, телебачення мало найбільший вплив на свідомість індивіда (на момент виходу публікації Інтернет не був поширеним явищем) і прирівнювалося з релігією, яка мала сильний вплив на індивідів в минулі часи. Прихильники теорії культивації впевнені, що чим більше людина проводить часу за телевізором, тим більше її сприйняття реальності буде наближене до образу,яке показано на екрані. Також процес культивації відбувається через резонанс, коли глядачі бачать на екрані те, що збігається з їхніми очікуваннями та повсякденною реальністю.
Автор наголошує на тому, що за лозунгами «свободи та демократії» в мережі залишається багато соціальних, економічних та політичних проблем. Зокрема, на думку Зигфріда Зелінського, молодь є найбільш уразливою категорією, адже вона хоче наслідувати популярні тенденції, які відображаються в Інтернеті. Люди поступово звикають до процесів масової взаємодії і не хочуть бути відірваними від цього комунікативного простору. Кожен хоче відчувати залученість щодо прийняття важливих суспільних рішень, але ніхто не помічає, що найважливіші рішення приймаються поза цією структурою.
Зигфрід Зелінські відстоював думку про те, що концепція медій та ЗМІ має бути, але до цих елементів масової комунікації можна віднести об'єкти, які задовольняють два критерії: бути тимчасовими та відкритими, що дасть змогу здійснювати подальші операції.
ХХІ століття — час, коли ЗМІ існують у надлишковій кількості. У попередньому столітті ідеї, які нав'язували ЗМІ, залишалися у свідомості індивідів довше. Вони прагнули знаходити нову інформацію. На даному етапі розвитку людства інформація є повсюди, вона може бути як реальною, так і фейковою, але вона є нав'язливою індивідам, вони не прагнуть дізнатися щось нове, перестають звертати увагу на ЗМІ. Також інформація, яку реципієнти комунікації засвоюють, залишається в свідомості на досить короткий проміжок часу. Саме тому ЗМІ у ХХІ столітті існують у надлишковій кількості.
У попередніх століттях ЗМІ були каталізаторами різних технологічних та політичних революцій. Нині, вони є незамінними складовими функціонування соціальної ієрархії, адже нічого в сучасному суспільстві не може функціонувати без ЗМІ:
|  | Тепер, коли можна створити державу із засобами масової інформації, медіа вже не є корисними для революції. ЗМІ є неодмінним компонентом функціонування соціальної ієрархії, як "зверху-вниз", так і "знизу-вгору", від влади та компенсаційної сили. Вони зайняли системний характер. Оригінальний текст (англ.) Now that it is possible to create a state with media, media are no longer any good for a revolution. Media are an indispensable component of functioning social hierarchies, both from the top down and the bottom up, of power and countervailing power. They have taken on a systemic character. |

Зигфрід Зелінські у першій частині книги «[…Після ЗМІ]: новини з повільного затухання ХХ століття» описує дуже детальну історію засобів масової інформації, починаючи з 40-х років ХХ століття і закінчуючи сучасними ЗМІ. Але інформація щодо розвитку електронних засобів масової інформації майже відсутня. У другій частині своєї книги автор виділяє поняття «культурологічного експеримента» (cultura experimentalis):
|  | Тут я програмно формулюю позицію, яка проходить через весь мїй текст, як потік. Коли я звертаюся до мистецтва, я звертаюся до теорії та практики, на яку впливає наука та технологія, і це принаймні до певної міри цікавить їх. Коли я пишу про науку та її особливу здатність експериментувати, я маю на увазі пористу та цікаву концепцію теорій та практик мистецтва. Коли ми беремо участь у фокусі мистецтва, нам точно не потрібна жодна наука, окрім науки, яка здатна мислити поетично. Оригінальний текст (англ.) Here I programmatically formulate a position that runs through my entire text like a thread. When I refer to art I am addressing a theory and praxis that is affected by science and technology and that is at least to a certain degree interested in them. When I write about science and its particular capability of experimenting, I have in mind a concept that is porous and curious about the theories and praxes of art. When we engage with the focal point of art, we don't need just any science, but a science that is able to think poetry and poetically. |

Автор наголошує, що теорія ЗМІ певним чином впливає на мистецтво в центрі експериментальної культури. Під словом «експеримент» Зигфрід Зелінські має на увазі наукову допитливість щодо мистецтва. На його думку, теорія та практика засобів масової інформації має представляти собою експериментальну культуру. Завдяки цьому автор затверджує технологічну позицію в світі, яка має наблизитися до сучасного стану існування «після ЗМІ».
За зразок такої теорії та практики Зигфрід Зелінські визначає алхімію. Напочатку свого існування алхімія була експериментальною наукою стосовно дослідження природи, яка на той час була ще не вивченою. На думку автора алхімія дозволяє мріяти, і це дозволяє повернутися до стану допсихологічної науки. Він не пропонує повернутися до «справжньої» алхімії, яка славилася магічними експериментами. Замість цього Зигфрід Зелінські пропонує побачити експериментальну науку, яка буде мріяти про «космічне».
Зигфрід Зелінські стверджував, щоб створити нове знання, потрібно вийти за межі нашого розуму (думати про «космічне»). Він зазначає, що через нестачу знань в нашому світі такі недосконалі технології. Ця недосконалість має сприяти різним експериментальним дослідженням, завдяки яким людство отримає знання про «невідоме». Тут він наголошує, про значну роль алхімії у філологічних науках.
Наприкінці своєї книги Зигфрід Зелінські повертається до ХХІ століття і вірить, що в майбутньому всі сфери життя залежатимуть від ЗМІ (більше ніж на даному етапі). Автор написав маніфест, в якому йдеться про те, як «Бути в автономному режимі та існувати онлайн».

## Ставлення до України
Був серед підписантів відкритого листа німецькому бундесканцлеру Шольцу від 29.04.2022 з проханням обмежити постачання зброї Україні під час російського вторгнення 2022 року

## Публікації
- Over the Head — Projecting Archaeology & Variantology of Arts & Media. Zur Archäologie & Variantologie der Künste und Medien. ed. by Marcel René Marburger. bilingual (Köln: edition 2014).
- AnArchive(s) — A Minimal Encyclopedia on Archaeology of the Arts and Media. Idea by Siegfried Zielinski, ed. by Claudia Giannetti, compiled by Eckhard Fürlus. bi-lingual German/English (Oldenburg/Cologne). ISBN 978-3-00-046018-0.
- 2011: Zielinski, Siegfried and Eckhard Fürlus (Editors) in cooperation with Daniel Irrgang. Variantology 5 — Neapolitan Affairs. On Deep Time Relations of Arts, Sciences and Technologies (Cologne: Verlag der Buchhandlung Walther Koenig). ISBN 978-3-86560-887-1.
- 2010: Zielinski, Siegfried and Eckhard Fürlus (Editors). Variantology 4 — On Deep Time Relations of Arts, Sciences and Technologies in the Arabic-Islamic World and Beyond (Cologne: Verlag der Buchhandlung Walther Koenig). ISBN 978-3-86560-732-4.
- 2009: Zielinski, Siegfried and Mono Krom (Photographer). Kaos Pilot Kairos Poet: Peter Weibel zum Fünfundsechzigsten (Cologne: Verlag der Buchhandlung König). ISBN 978-3-86560-647-1.
- 2009: Zielinski, Siegfried (Editor), Vilém Flusser (Author) and Silvia Wagnermaier (Editor). Kommunikologie weiter denken: Die Bochumer Vorlesungen (Frankfurt/Main: Fischer). ISBN 978-3-596-18145-2.
- 2009: Zielinski, Siegfried and Eckhard Fürlus. «Ah Lord, love me passionately»: images of bodies and religion in the Lutz Teutloff collection: exposé for an imaginary exhibition / «Minne Mich Gewaltig!»: BildKörper & Religion in der Sammlung Lutz Teutloff: Exposé für eine imaginäre Ausstellung (Teutloff Photo + Video Collection).
- 2008: Zielinski, Siegfried and Eckhard Fürus (Editors). Variantology 3 — On Deep Time Relations Of Arts, Sciences and Technologies in China and Elsewhere (Cologne: Verlag der Buchhandlung König). ISBN 978-3-86560-366-1.
- 2007: Zielinski, Siegfried and Andrés Burbano (Editor). Siegfried Zielinski: genealogias, vision, escucha y comunicación (Ediciones Uniandes). ISBN 978-958-695-238-5.
- 2007: Zielinski, Siegfried and David Link (Editors). Variantology 2 — On Deep Time Relations Of Arts, Sciences and Technologies (Cologne: Verlag der Buchhandlung König). ISBN 978-3-86560-050-9.
- 2007: Zielinski, Siegfried and Silvia M. Wagnermaier (Editors). Variantology — On Deep Time Relations Of Arts, Sciences and Technologies (Cologne: Verlag der Buchhandlung König). ISBN 978-3-88375-914-2.
- 2002: Zielinski, Siegfried. Archäologie der Medien: Zur Tiefenzeit des technischen Hörens und Sehens (Reinbek: Rowohlt Taschenbuch Verlag). ISBN 978-3-499-55649-4.
- 2002: Zielinski, Siegfried (Co-Editor). Goodbye, dear pigeons (Cologne: Verlag der Buchhandlung König). ISBN 978-3-88375-602-8.
- 2000: Zielinski, Siegfried and Reiner Matzker. Medienwissenschaft: Teil 5: Fiktion als Fakt. «Metaphysik» der neuen Medien (Frankfurt/Main: Peter Lang). ISBN 978-3-906758-67-1.
- 1997: Zielinski, Siegfried, William Mitchell, Stephen Perrella, and Stacey Spiegel. V2 Interfacing Realities. Together with Knowbotic Research. Initiated by V2 (Andreas Broeckmann) (Uitgeverij De Balie). ISBN 978-90-6617-183-1.
- 1994: Zielinski, Siegfried and Angela Huemer (Editors). Keith Griffiths The Presence (Edition Blimp). ISBN 978-3-901272-01-1.
- 1992: Zielinski, Siegfried. Video — Apparat, Medium, Kunst, Kultur: Ein internationaler Reader (Frankfurt/Main: Peter Lang). ISBN 978-3-631-42688-3.
- 1989: Zielinski, Siegfried. Audiovisionen: Kino und Fernsehen als Zwischenspiele (Reinbek: Rowohlts Enzyklopädie). ISBN 978-3-499-55489-6.
- 1989: Zielinski, Siegfried and Friedrich Knilli (Editors). Germanistische Medienwissenschaft. Teil 1: Die Rolle der Medien in der Auslandsgermanistik (Frankfurt/Main: Peter Lang). ISBN 978-3-261-03955-2.
- 1989: Zielinski, Siegfried. Germanistische Medienwissenschaft. Teil 2: Fernsehspielforschung in der Bundesrepublik und der DDR 1950—1985 (Frankfurt/Main: Peter Lang) ISBN 978-3-261-03956-9.
- 1989: Zielinski, Siegfried and Friedrich Knilli (Editors). Germanistische Medienwissenschaft. Teil 3: Comicforschung in der Bundesrepublik Deutschland, 1945—1984 (Frankfurt/Main: Peter Lang). ISBN 978-3-261-03955-2.
- 1986: Zielinski, Siegfried. Zur Geschichte des Videorecorders (Berlin: Wissenschaftsverlag Volker Spiess). ISBN 978-3-89166-038-6.
- 1983: Zielinski, Siegfried, Erwin Gundelsheimer, Frank Ostermann, Heino Mass, Friedrich Knilli. Betrifft: Holocaust. Zuschauer schreiben an den WDR (Berlin: Wissenschaftsverlag Volker Spiess). ISBN 978-3-89166-273-1.
- 1982: Zielinski, Siegfried and Friedrich Knilli. Holocaust zur Unterhaltung. Anatomie eines internationalen Bestsellers (Berlin: Espresso). ISBN 978-3-88290-012-5.
- 1983: Zielinski, Siegfried. Televisionen — Medienzeiten. Beiträge zur Diskussion um die Zukunft der Kommunikation (Berlin: Express Edition). ISBN 978-3-88548-300-7.
- 1983: Zielinski, Siegfried, Friedrich Knilli, Thomas Maurer and Thomas Radevagen. Jud Süss. Filmprotokoll, Programmheft und Einzelanalysen (Berlin: Wissenschaftsverlag Volker Spiess). ISBN 978-3-89166-266-3.
- 1981: Zielinski, Siegfried. Veit Harlan: Analysen und Materialien zur Auseinandersetzung mit einem Film-Regisseur des deutschen Faschismus (Frankfurt/Main: Fischer). ISBN 978-3-88323-280-5.